# Salt Spring Island

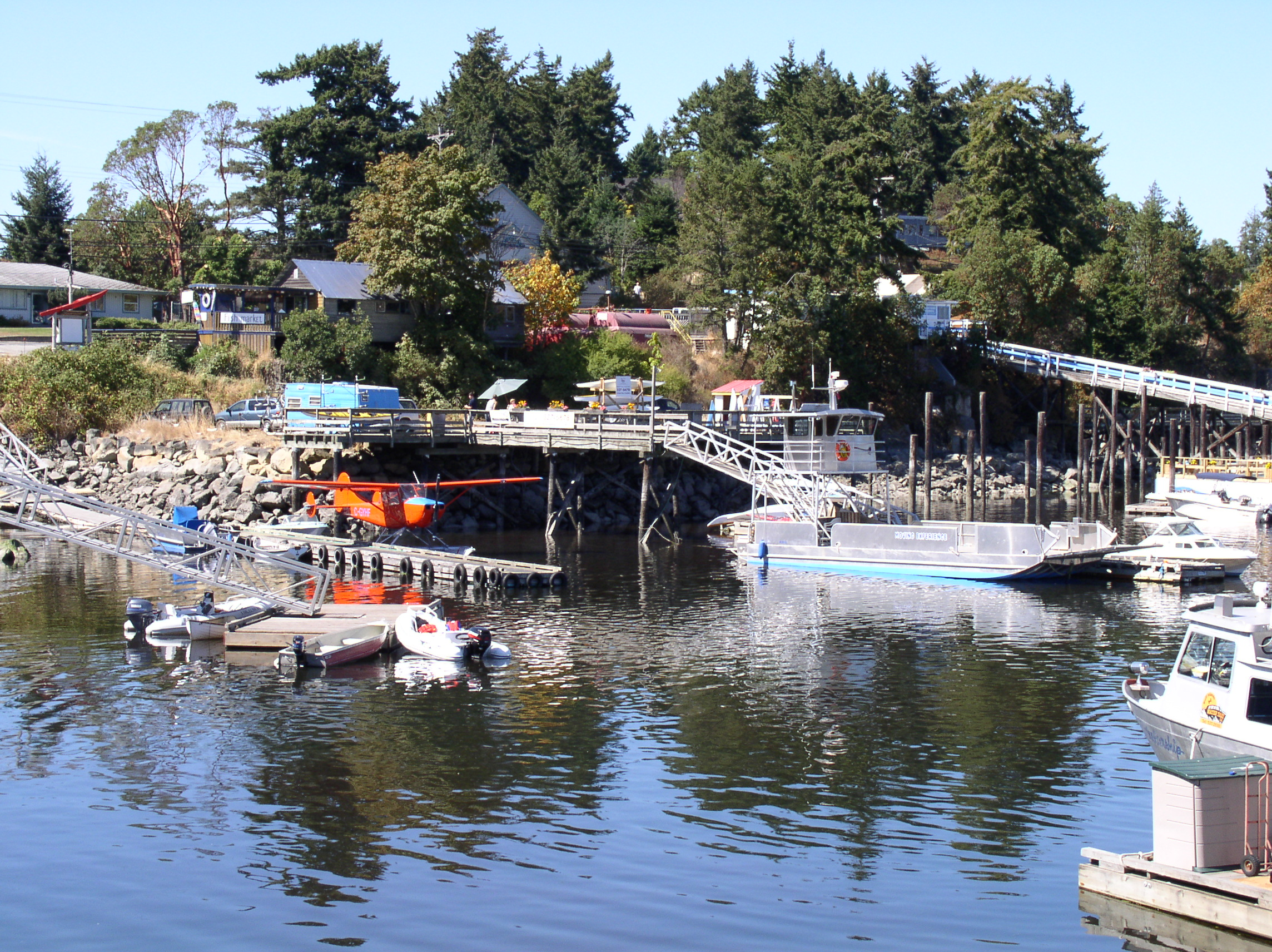
Gange Harbour sull'isola di Salt Spring

Salt Spring Island (conosciuta anche come Saltspring Island) è una delle isole del Golfo nello stretto di Georgia tra la Columbia Britannica continentale, il Canada e l'isola di Vancouver.
L'isola fu inizialmente abitata da vari popoli di Salishan prima di essere insediata da pionieri immigrati nel 1859, a quel tempo fu ribattezzata isola dell'ammiraglio. Fu la prima delle isole del Golfo a essere insediata e il primo insediamento agricolo sulle isole della Colonia dell'isola di Vancouver, nonché la prima isola della regione a consentire ai coloni di acquisire terreni attraverso la prelazione. L'isola fu ribattezzata col nome attuale nel 1910.
Salt Spring Island è la più grande, la più popolosa e la più visitata delle isole del Golfo del Sud.